# Ostravar Aréna
L'Ostravar Aréna è un palazzetto dello sport, principalmente utilizzato nelle gare di hockey su ghiaccio, nel distretto di Vítkovice a Ostrava (Repubblica Ceca).

## Storia
Nel 1979 la municipalità di Ostrava approvava la costruzione di un palazzetto dello sport da erigere al posto del quartiere residenziale di Ruské ulice. Il progetto veniva affidato all'architetto Vladimír Dedeček, aderente alla corrente del brutalismo. L'inaugurazione del Palác kultury a sportu (Palazzo della cultura e dello sport) è stata nel 1986, l'edificio è entrato in piena attività nel 1988. Nelle adiacenze è stato costruito anche l'Atom Hotel (ora Clarion Hotel). Il costo complessivo è stato di 300 000 000 di corone ceche.
Tra il 2003 e il 2004 è avvenuta la completa ricostruzione dell'impianto, per il costo di 690 000 000 di corone. La nuova inaugurazione è stata il 6 aprile 2004 con un concerto del tenore José Carreras. Il palazzetto così ricostruito è stato rinominato ČEZ Aréna a motivo della sponsorizzazione da parte della compagnia energetica České Energetické Závody.
Nel 2012 sono stati fatti ulteriori lavori di ammodernamento dell'impianto per l'hockey su ghiaccio e l'aggiunta di nuove tribune telescopiche d'angolo portando la capacità dell'arena a 10 109 posti. È stato anche installato un video wall LED a 4 facce.
Terminata la sponsorizzazione, da luglio 2015 a inizio 2016 il palazzetto è stato temporaneamente denominato Ostrava Arena. Dall'inizio del 2016 l'impianto prende il nome Ostravar Aréna dal nuovo sponsor, il birrificio Ostravar.

## Manifestazioni

### Sportive
L'impianto, predisposto per l'hockey su ghiaccio e il pattinaggio di figura, è anche utilizzato per le gare di pallavolo, pallacanestro, pallamano, floorball, calcio a 5, tennis, tennistavolo.
Nel corso degli anni sono state organizzate varie gare di carattere internazionale: 
- Campionato mondiale femminile di pallavolo 1986
- Campionato mondiale maschile di pallamano 1990
- Campionato mondiale juniores di hockey su ghiaccio 1994
- Campionato europeo maschile di pallavolo 2001
- Campionato mondiale di hockey su ghiaccio maschile 2004
- UEFA Futsal Championship 2005
- Campionato mondiale di floorball maschile 2008
- Campionati europei di tennistavolo 2010
- Campionato mondiale femminile di pallacanestro 2010
- Campionato mondiale di floorball femminile 2013
- Campionato mondiale di hockey su ghiaccio maschile 2015
- Campionati europei di pattinaggio di figura 2017
- Campionato mondiale juniores di hockey su ghiaccio 2020
- J&T Banka Ostrava Open 2020
- Campionato europeo maschile di pallavolo 2021

### Musicali
Nel corso degli anni l'Ostravar Aréna ha ospitato concerti di star internazionali (Sting, Bryan Adams, Peter Gabriel, Bobby McFerrin, José Carreras, José Cura, Joe Cocker, Roxette, Rammstein, Kiss, Scorpions, Deep Purple, Manowar, Judas Priest, Slayer, Black Sabath, Aerosmith, Jethro Tull) e musical come Disney on Ice e Holiday on Ice.